# Haussonville
Haussonville és un municipi francès situat al departament de Meurthe i Mosel·la i a la regió del Gran Est. L'any 2007 tenia 324 habitants.

## Demografia

### Població
El 2007 la població de fet de Haussonville era de 324 persones. Hi havia 120 famílies, de les quals 20 eren unipersonals (16 homes vivint sols i 4 dones vivint soles), 36 parelles sense fills, 56 parelles amb fills i 8 famílies monoparentals amb fills.
La població ha evolucionat segons el següent gràfic:
Habitants censats

### Habitatges
El 2007 hi havia 123 habitatges, 121 eren l'habitatge principal de la família i 2 estaven desocupats. 121 eren cases i 2 eren apartaments. Dels 121 habitatges principals, 104 estaven ocupats pels seus propietaris, 16 estaven llogats i ocupats pels llogaters i 1 estava cedit a títol gratuït; 1 tenia una cambra, 7 en tenien tres, 28 en tenien quatre i 85 en tenien cinc o més. 100 habitatges disposaven pel capbaix d'una plaça de pàrquing. A 36 habitatges hi havia un automòbil i a 75 n'hi havia dos o més.

### Piràmide de població
La piràmide de població per edats i sexe el 2009 era:
| Homes | Edats   | Dones |
| ----- | ------- | ----- |
| 0     | 95 o +  | 0     |
| 0     | 90 a 94 | 0     |
| 0     | 85 a 89 | 4     |
| 0     | 80 a 84 | 0     |
| 12    | 75 a 79 | 4     |
| 8     | 70 a 74 | 16    |
| 8     | 65 a 69 | 12    |
| 4     | 60 a 64 | 4     |
| 0     | 55 a 59 | 0     |
| 16    | 50 a 54 | 8     |
| 16    | 45 a 49 | 16    |
| 12    | 40 a 44 | 8     |
| 4     | 35 a 39 | 8     |
| 12    | 30 a 34 | 8     |
| 0     | 25 a 29 | 0     |
| 4     | 20 a 24 | 4     |
| 4     | 15 a 19 | 20    |
| 16    | 10 a 14 | 4     |
| 0     | 5 a 9   | 4     |
| 8     | 0 a 4   | 16    |

## Economia
El 2007 la població en edat de treballar era de 222 persones, 169 eren actives i 53 eren inactives. De les 169 persones actives 157 estaven ocupades (75 homes i 82 dones) i 12 estaven aturades (8 homes i 4 dones). De les 53 persones inactives 21 estaven jubilades, 22 estaven estudiant i 10 estaven classificades com a «altres inactius».

### Ingressos
El 2009 a Haussonville hi havia 119 unitats fiscals que integraven 322 persones, la mediana anual d'ingressos fiscals per persona era de 19.153 €.

### Activitats econòmiques
Dels 8 establiments que hi havia el 2007, 1 era d'una empresa extractiva, 2 d'empreses de fabricació de material elèctric, 1 d'una empresa de fabricació d'altres productes industrials, 2 d'empreses de construcció, 1 d'una empresa de comerç i reparació d'automòbils i 1 d'una empresa de transport.
Dels 2 establiments de servei als particulars que hi havia el 2009, 1 era una fusteria i 1 lampisteria.
L'any 2000 a Haussonville hi havia 7 explotacions agrícoles que ocupaven un total de 636 hectàrees.

## Equipaments sanitaris i escolars
El 2009 hi havia una escola elemental.

## Poblacions més properes
El següent diagrama mostra les poblacions més properes.